# Yelp
Yelp è una società per azioni statunitense con sede a San Francisco, California. L'azienda sviluppa, ospita e commercializza il sito web di Yelp.com e l'app Yelp, che pubblicano recensioni di crowdsourcing sulle aziende. Gestisce anche un servizio di prenotazione di ristoranti online chiamato Yelp Reservations.
Yelp è stata fondata nel 2004 dagli ex dipendenti di PayPal Russel Simmons e Jeremy Stoppelman. La popolarità di Yelp è cresciuta e ha raccolto diversi finanziamenti negli anni successivi. Nel 2010 aveva 30 milioni di dollari di entrate e il sito web aveva pubblicato circa 4,5 milioni di recensioni di crowdsourcing. Dal 2009 al 2012, Yelp si è diffuso in tutta l'Europa e in Asia. Nel 2009 ha avviato diverse trattative con Google per una potenziale acquisizione. Yelp è diventata una società per azioni nel marzo 2012 e, a partire dal secondo trimestre del 2019, Yelp ha riferito di avere una media mensile di 61,8 milioni di visitatori unici tramite computer desktop e 76,7 milioni di visitatori unici tramite il suo sito web mobile. Al 30 giugno 2019, Yelp ha dichiarato sulla sua pagina relazioni con gli investitori di avere 192 milioni di recensioni sul suo sito.
La società è stata accusata di utilizzare pratiche sleali per aumentare le entrate delle attività recensite sul suo sito: ad esempio, presentando informazioni sulle recensioni più negative per le aziende che non acquistano i suoi servizi pubblicitari o mettendo in evidenza le pubblicità dei concorrenti di tali società non paganti o, al contrario, escludendo le recensioni negative dalla valutazione complessiva delle società sulla base del fatto che le recensioni "sono attualmente non consigliate". Ci sono state anche lamentele di tattiche aggressive e fuorvianti da parte di alcuni dei suoi rappresentanti di vendita di pubblicità. L'affidabilità del sistema di recensioni dell'azienda è stata anche influenzata dall'invio di recensioni false da parte di utenti esterni, come recensioni false positive inviate da un'azienda per promuovere la propria attività o recensioni false negative inviate su aziende concorrenti una pratica talvolta nota come "astroturfing", che l'azienda ha cercato di contrastare in vari modi.

## Storia

### Origini (2004-2009)

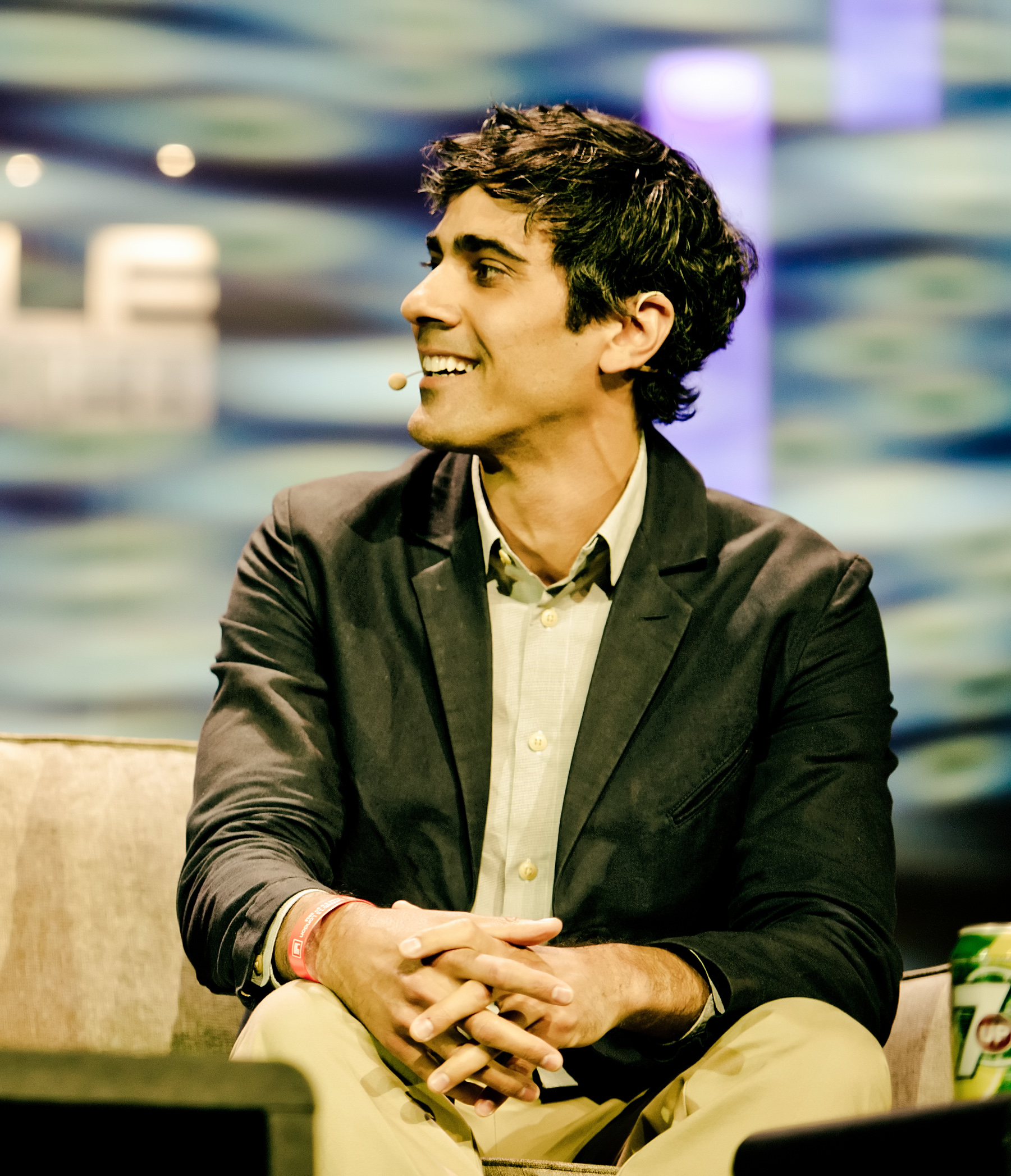
Jeremy Stoppelman, co-fondatore e CEO di Yelp

Due ex dipendenti PayPal, Jeremy Stoppelman e Russel Simmons, hanno fondato Yelp presso un incubatore aziendale, MRL Ventures, nel 2004. Stoppelman e Simmons hanno concepito l'idea iniziale di Yelp come una rete di referral basata sulla posta elettronica, dopo che Stoppelman si è preso l'influenza e ha avuto difficoltà a trovare una raccomandazione online per un medico locale. L'ex collega dei cofondatori di PayPal e fondatore di MRL Ventures, Max Levchin, ha fornito un finanziamento iniziale di 1 milione di dollari. Il co-fondatore di MRL David Galbraith, che ha promosso il progetto di servizi locali sulla base delle recensioni degli utenti, ha inventato il nome "Yelp". In un'intervista pubblicata nel febbraio 2013, Stoppelman ha spiegato perché hanno scelto "Yelp" per il nome dell'azienda, affermando che "era breve, memorabile, facile da scrivere e ricordava l'aiuto di una persona".
Secondo Fortune Magazine, il sistema di posta elettronica ideato inizialmente di Yelp era discusso. L'idea è stata rifiutata dagli investitori e non ha attratto utenti al di là degli amici e della famiglia dei cofondatori. I dati sull'utilizzo hanno mostrato che gli utenti non rispondevano alle richieste di referral, ma utilizzavano la funzione "Recensioni reali", che consentiva loro di scrivere recensioni non richieste. Secondo il San Francisco Chronicle, "la popolarità del sito è aumentata vertiginosamente" dopo che è stato riprogettato alla fine del 2005. Yelp ha raccolto 5 milioni di dollari di finanziamenti nel 2005 da Bessemer Ventures e 10 milioni di dollari nel novembre 2006 da Benchmark Capital .  Il numero di revisori sul sito è cresciuto da 12.000 nel 2005 a 100.000 nel 2006. Nell'estate del 2006, il sito aveva un milione di visitatori mensili. Ha raccolto $ 15 milioni di finanziamenti da DAG Ventures nel febbraio 2008. Nel 2010 Elevation Partners ha investito $ 100 milioni; $ 75 milioni sono stati spesi per l'acquisto di azioni da dipendenti e investitori, mentre $ 25 milioni sono stati investiti nel personale di vendita e nell'espansione. Yelp ha avuto una crescita di visite da sei milioni di visitatori mensili nel 2007 a 16,5 milioni nel 2008. Nel 2009, il sito aveva 4,5 milioni di recensioni. Entro il 2010, i ricavi di Yelp erano stimati in 30 milioni di dollari e Yelp aveva 300 dipendenti.

### Azienda privata (2009–2012)
Yelp ha introdotto un sito per il Regno Unito nel gennaio 2009 e uno per il Canada nell'agosto dello stesso anno. Il primo sito di Yelp non in inglese è stato introdotto in Francia nel 2010; gli utenti avevano la possibilità di leggere e scrivere contenuti in francese o inglese. Dal 2010 al 2011, Yelp ha lanciato siti in tre altre lingue, cioè in Austria, Germania, Spagna e Paesi Bassi. Le visite del sito web internazionale sono raddoppiate nello stesso periodo di tempo. Un sito web australiano è stato pubblicato nel novembre 2011. È stato creato grazie ad una partnership con Telstra, che ha fornito un milione di elenchi di attività commerciali iniziali, ed era inizialmente difettoso. Yelp era presente in 20 paesi entro la fine del 2012, comprese la Turchia e la Danimarca. Il primo sito di Yelp in Asia è stato introdotto nel settembre 2012 a Singapore, seguito dal Giappone nel 2014.
Nel dicembre 2009, Google ha avviato trattative con Yelp per acquisire la società, ma le due aziende non sono riuscite a stabilire un accordo. Secondo il New York Times, Google ha offerto circa $ 500 milioni, ma l'accordo è fallito dopo che Yahoo ha offerto $ 1 miliardo. Tech Crunch ha riferito che Google ha rifiutato di superare l'offerta di Yahoo. Entrambe le offerte sono state successivamente abbandonate a seguito di un disaccordo tra la direzione e il consiglio di amministrazione di Yelp sulle offerte. Nel giugno 2015, Yelp ha pubblicato uno studio in cui si afferma che Google stava alterando i risultati della ricerca a vantaggio dei propri servizi online.
 ma ad agosto ha ridotto le offerte a causa della maggiore concorrenza e della saturazione del mercato. Quel settembre, la Federal Trade Commission ha indagato sulle accuse di Yelp secondo cui Google utilizzava i contenuti web di Yelp senza autorizzazione e che gli algoritmi del motore di ricerca di Google preferivano Google Places rispetto a servizi simili forniti da Yelp. In un accordo del gennaio 2014, Google non è stata oggetto di contenzioso antitrust da parte della Federal Trade Commission, ma ha dovuto consentire a servizi come Yelp la possibilità di rinunciare alla rimozione dei propri dati e all'utilizzo sui siti web di Google.

### Azienda quotata (2012-presente)

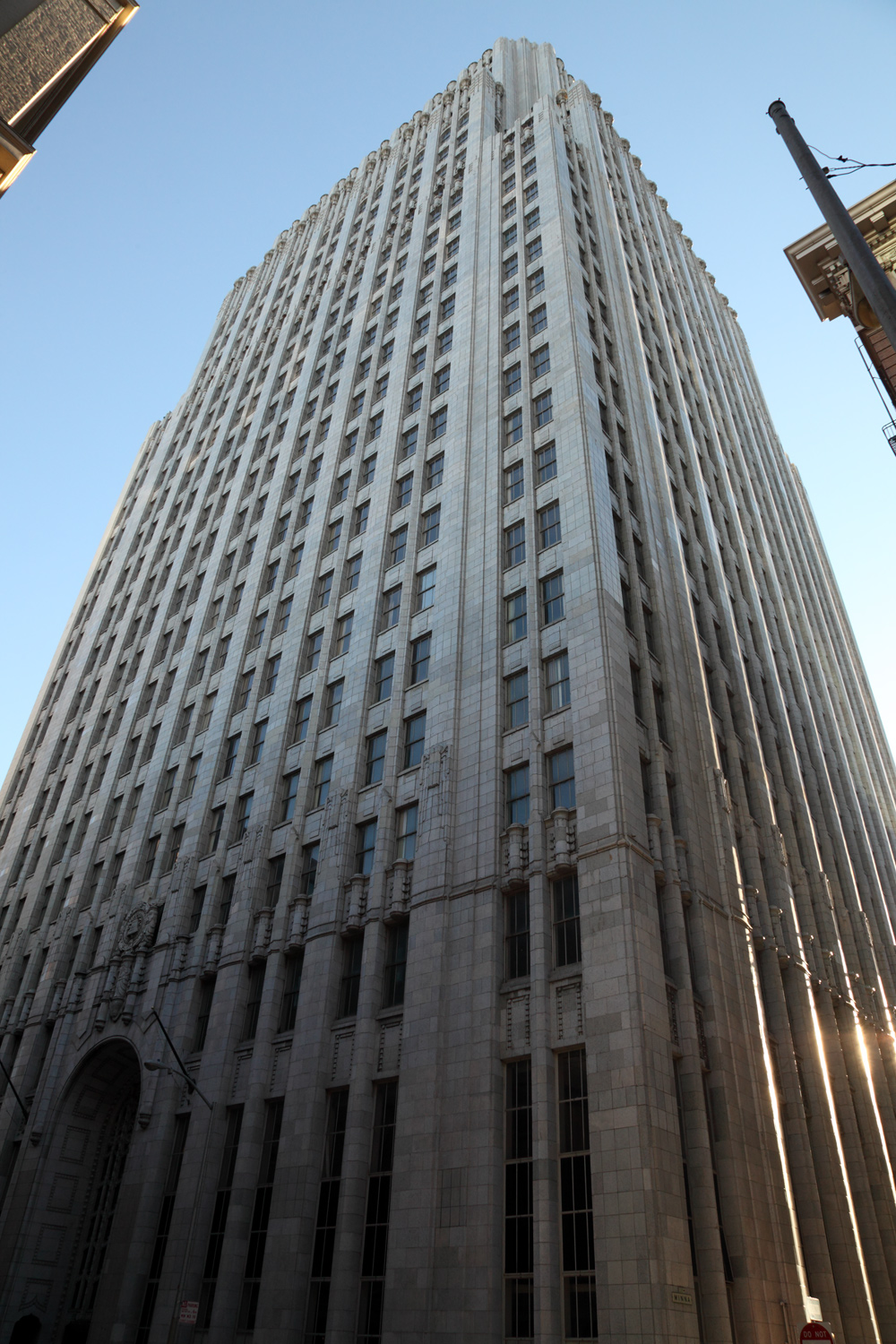
L'edificio 140 New Montgomery a San Francisco, palazzo della sede di Yelp

Dopo aver presentato un'offerta pubblica iniziale (IPO) presso la Securities Exchange Commission nel novembre 2011, le azioni di Yelp hanno iniziato la negoziazione pubblica alla Borsa di New York il 2 marzo 2012. Ad un prezzo delle azioni di $ 15, la società è stata valutata a $ 898 milioni. Nel 2012, Yelp ha accettato di acquisire il suo più grande rivale europeo, Qype, per $ 50 milioni. L'anno successivo, il CEO Jeremy Stoppelman ha ridotto il suo stipendio a $ 1. Yelp ha acquisito la società start-up di prenotazioni online SeatMe per 12,7 milioni di dollari in contanti e azioni della società nel 2013. Il fatturato del secondo trimestre 2013 di Yelp di $ 55 milioni "ha superato le aspettative", ma la società non era ancora redditizia.
Nel 2012/13, Yelp si è trasferita nella sua nuova sede aziendale, ricoprendo circa 14000 metri quadrati su 12 piani al 140 New Montgomery (l'ex edificio PacBell) a San Francisco.
All'inizio di febbraio 2015 Yelp ha annunciato che stava acquistando Eat24, un servizio di ordinazione di cibo online, per 134 milioni di dollari. Poi, nell'agosto 2017, Yelp ha venduto Eat24 a Grubhub per $ 287,5 milioni. L'acquisizione ha portato a una partnership per integrare la consegna di Grubhub nei profili di Yelp dei ristoranti.
Alla fine del 2015, Yelp ha introdotto una sezione "Servizi pubblici e governo" e la GSA iniziato a incoraggiare le agenzie governative a creare e monitorare le pagine ufficiali del governo. Ad esempio, la Transportation Security Administration creato la propria pagina Yelp ufficiale. Nello stesso anno Yelp ha iniziato a sperimentare a San Francisco con avvisi per i consumatori che sono stati aggiunti alle pagine sui ristoranti con punteggi di igiene scadenti durante le ispezioni governative. Una ricerca condotta dal Boston Children's Hospital ha rilevato che le recensioni di Yelp con parole chiave associate a intossicazione alimentare sono strettamente correlate alla scarsa igiene del ristorante. I ricercatori della Columbia University hanno utilizzato i dati di Yelp per identificare tre focolai di intossicazione alimentare correlati a ristoranti non segnalati in precedenza.
Il 2 novembre 2016, in concomitanza con il suo rapporto sui guadagni per il terzo trimestre del 2016, Yelp ha annunciato che diminuirà drasticamente le sue operazioni al di fuori del Nord America e fermerà l'espansione internazionale. Ciò ha comportato il licenziamento di essenzialmente tutti i dipendenti internazionali negli oltre 30 mercati internazionali di Yelp dai dipartimenti vendite, marketing, pubbliche relazioni, assistenza aziendale e relazioni con il governo. I dipendenti d'oltremare ora sono costituiti principalmente da personale tecnico e di gestione del prodotto. Yelp afferma che questi licenziamenti hanno colpito solo 175 persone, ovvero il 4% della sua forza lavoro totale.
Nell'aprile 2017, Yelp ha annunciato di aver acquisito la società di marketing Wi-Fi Turnstyle Analytics per $ 20 milioni.
All'inizio del 2020, Yelp ha elencato uno spazio in 55 Hawthorne Street, San Francisco, per 235 dipendenti come disponibile per il sublocazione. Le chiusure di attività commerciali e gli ordini casalinghi durante la pandemia COVID-19 negli Stati Uniti hanno causato un massiccio calo delle ricerche su Yelp (in calo del 64% -83% da marzo ad aprile, a seconda della categoria) e dei ricavi aziendali. Il 9 aprile, la società ha annunciato che avrebbe licenziato 1.000 dipendenti, licenziato circa 1.100 con benefici, ridotto le ore per gli altri, tagliato la retribuzione dei dirigenti del 2021.

## Funzionalità
Il sito web di Yelp, Yelp.com, è un sito di recensioni di attività commerciali locali e di social networking in crowdsourcing. Il sito ha pagine dedicate a singole attività, come ristoranti o scuole, dove gli utenti di Yelp possono inviare una recensione dei loro prodotti o servizi utilizzando un sistema di valutazione da una a cinque stelle. Le aziende possono anche aggiornare le informazioni di contatto, gli orari e altre informazioni di base sulla scheda o aggiungere offerte speciali. Oltre a scrivere recensioni, gli utenti possono aggiungere commenti alle recensioni, pianificare eventi o discutere della loro vita personale. Nel quarto trimestre del 2017 ha 141 milioni di visitatori unici mensili e 148 milioni di recensioni.
Nel 2016, il 78% delle aziende elencate sul sito ha una valutazione di tre stelle o superiore ma alcune recensioni negative erano molto personali o estreme. Alcune delle recensioni sono scritte in modo divertente o creativo. A partire dal 2014, gli utenti potevano dare un "pollice su" alle recensioni che gli erano piaciute, il che ha reso queste recensioni in primo piano nel sistema. A partire dal 2008, ogni giorno è stata determinata una "Revisione del giorno" sulla base di un voto degli utenti.
A giugno 2016, il 72% delle ricerche su Yelp viene effettuato da un dispositivo mobile. L'app di Yelp per iPhone è stata introdotta nel dicembre 2008. Nell'agosto 2009, Yelp ha pubblicato un aggiornamento all'app per iPhone con una funzione di realtà aumentata nascosta chiamata Monocle, che consentiva agli utenti di guardare attraverso la fotocamera dell'iPhone per vedere i dati di Yelp sulle aziende viste attraverso la fotocamera. Le funzionalità di check-in sono state aggiunte nel 2010.
Gli utenti di Yelp possono effettuare prenotazioni di ristoranti su Yelp tramite Prenotazioni di Yelp, una funzione aggiunta originariamente nel giugno 2010. Le funzioni di prenotazione di Yelp sono state eseguite tramite SeatMe, che è stata acquisita da Yelp nel 2013. In precedenza, Yelp aveva offerto servizi di prenotazione tramite OpenTable. Nel 2013, sono state aggiunte a Yelp funzioni per ordinare e consegnare cibo, nonché la possibilità di visualizzare i punteggi delle ispezioni igieniche e fissare appuntamenti alle terme. Il contenuto di Yelp è stato integrato nell assistente virtuale Siri di Apple e nell'app di Mappe del sistema operativo iOS 6.
Nel marzo 2014, Yelp ha aggiunto funzionalità per ordinare e programmare manicure, consegne di fiori, partite di golf e consulenze legali, insieme ad altre attività. Nell'ottobre 2014, la società, lavorando in collaborazione con il sito di ricerca di hotel Hipmunk, ha aggiunto funzionalità per prenotazioni di hotel tramite Yelp.
Il 14 febbraio 2017, Yelp ha lanciato Domande e risposte di Yelp, una funzione che consente agli utenti di porre domande specifiche sulla sede sulle attività commerciali.
Nel giugno 2020, Yelp ha lanciato una sezione chiamata "COVID-19", che consente alle aziende di aggiornare le proprie misure di salute e sicurezza e le modifiche all'offerta di servizi. Dal gennaio 2021, gli utenti possono fornire un feedback dettagliato sull'opportunità e sulle misure di salute e sicurezza che l'azienda ha implementato attraverso la modifica nella sezione COVID-19 delle pagine aziendali di Yelp.

### Funzionalità per le aziende
Yelp ha aggiunto la possibilità per i proprietari di attività commerciali di rispondere alle recensioni nel 2008. Le aziende possono rispondere in privato inviando un messaggio al revisore o pubblicamente sulla pagina del loro profilo. In alcuni casi, gli utenti di Yelp che hanno avuto una brutta esperienza hanno aggiornato le loro recensioni in modo più favorevole a causa degli sforzi delle aziende per risolvere i loro reclami. In alcuni altri casi, le controversie tra revisori e proprietari di aziende hanno portato a molestie e alterchi fisici.  Il sistema ha portato a critiche secondo cui gli imprenditori possono corrompere i recensori con cibo gratuito o sconti per aumentare la loro valutazione, sebbene gli utenti di Yelp affermino che ciò si verifica raramente. Il titolare di un'attività può "rivendicare" un profilo, che gli consente di rispondere alle recensioni e visualizzare i rapporti sul traffico. Le aziende possono anche offrire sconti agli utenti di Yelp che visitano spesso utilizzando una funzione di "check-in" di Yelp. Nel 2014, Yelp ha distribuito un'app per i proprietari di attività commerciali per rispondere alle recensioni e gestire i propri profili da un dispositivo mobile. I proprietari di attività possono anche contrassegnare una recensione da rimuovere, se la recensione viola le linee guida sui contenuti di Yelp.
I ricavi di Yelp provengono principalmente dalla vendita di annunci e inserzioni sponsorizzate a piccole imprese. Gli inserzionisti possono pagare per visualizzare il proprio elenco nella parte superiore dei risultati di ricerca o per visualizzare annunci sulle pagine dei concorrenti. A partire dal 2016, i ricavi pubblicitari sono cresciuti a un tasso del 30% all'anno. Yelp consentirà solo alle attività con almeno tre stelle di iscriversi alla pubblicità. In origine una "recensione preferita" sponsorizzata poteva collocare una recensione positiva al di sopra di quelle negative,  ma Yelp ha smesso di offrire questa opzione nel 2010 nel tentativo di scoraggiare le critiche valide secondo cui gli inserzionisti erano in grado di ottenere un aspetto più positivo in cambio di una retribuzione.

## Relazioni con le imprese
Uno studio della Harvard Business School pubblicato nel 2011 ha rilevato che ogni "stella" in una valutazione di Yelp ha influito sulle vendite del proprietario dell'attività del 5-9%. Uno studio del 2012 condotto da due economisti dell'Università di Berkeley ha rilevato che un aumento da 3,5 a 4 stelle su Yelp ha comportato un aumento del 19% delle possibilità di prenotazione del ristorante durante le ore di punta. Un sondaggio del 2014 su 300 proprietari di piccole imprese condotto da Yodle ha rilevato che il 78% era preoccupato per le recensioni negative. Inoltre, il 43% degli intervistati ha affermato di ritenere le recensioni online ingiuste, perché non vi è alcuna verifica che la recensione sia scritta da un cliente legittimo.

## Controversie e litigi
Secondo BusinessWeek, Yelp ha una relazione complicata con le piccole imprese. Le critiche a Yelp continuano a concentrarsi sulla legittimità delle recensioni, sulle dichiarazioni pubbliche di Yelp che manipola e blocca le recensioni al fine di aumentare la spesa pubblicitaria, nonché sulle preoccupazioni relative alla privacy dei revisori.

### Astroturfing
Man mano che Yelp è diventato più popolare, il fenomeno degli imprenditori e dei concorrenti che scrivono recensioni false, noto come "astroturfing", è diventato più diffuso. Uno studio del Professore dell'Università di Harvard Michael Luca e del Professor Georgios Zervas della Boston University ha analizzato 316.415 recensioni a Boston e ha scoperto che la percentuale di recensioni false è passata dal 6% delle recensioni del sito nel 2006 al 20% nel 2014. Il filtro delle recensioni di Yelp identifica il 25% delle recensioni come sospette.
Yelp ha un algoritmo proprietario che tenta di valutare se una recensione è autentica e filtra le recensioni che ritiene non siano basate sulle esperienze personali effettive di un utente, come richiesto dai Termini di utilizzo del sito. Il filtro di revisione è stato sviluppato per la prima volta due settimane dopo la fondazione del sito e la società ha visto le loro "prime recensioni ovviamente false". Le recensioni filtrate vengono spostate in un'area speciale e non vengono conteggiate ai fini della valutazione a stelle delle attività. Il filtro a volte filtra le recensioni legittime, portando a reclami da parte degli imprenditori. Il procuratore generale di New York, Eric T. Schneiderman, ha detto che Yelp ha "il filtro di astroturfing più aggressivo" tra i siti Web di crowdsourcing in cui ha esaminato. Yelp è stato anche criticato per non aver rivelato come funziona il filtro, che si dice rivelerebbe informazioni su come sconfiggerlo.
Yelp conduce anche "operazioni di puntura" per scoprire le aziende che scrivono le proprie recensioni. Nell'ottobre 2012, Yelp ha inserito un "avviso per i consumatori" di 90 giorni su 150 schede di attività commerciali che si ritiene abbiano pagato per le recensioni. L'avviso diceva "Abbiamo sorpreso qualcuno in flagrante che cercava di acquistare recensioni per questa attività" Nel giugno 2013, Yelp ha intentato una causa contro BuyYelpReview / AdBlaze per aver presumibilmente scritto recensioni false a pagamento. Nel 2013, Yelp ha citato in giudizio un avvocato che sosteneva faceva parte di un gruppo di studi legali che si sono scambiati le recensioni di Yelp, affermando che molte delle recensioni dell'azienda provenivano dal proprio ufficio. L'avvocato ha detto che Yelp stava cercando di vendicarsi per le sue controversie legali e il suo attivismo contro Yelp. Uno sforzo per ottenere l'archiviazione del caso è stato negato nel dicembre 2014 Nel settembre 2013, Yelp ha collaborato con Operation Clean Turf, un'operazione pungente del procuratore generale di New York che ha scoperto 19 operazioni di astroturfing. Nell'aprile 2017, una giuria di Norfolk, Massachusetts, ha assegnato a una gioielleria oltre $ 34.000 dopo aver stabilito che il dipendente del suo concorrente aveva presentato una recensione falsa negativa su Yelp che aveva consapevolmente causato disagio emotivo.

### Presunte pratiche commerciali sleali
Secondo BusinessWeek, Yelp ha "sempre avuto un rapporto complicato con le piccole imprese". Durante gran parte della storia di Yelp ci sono state accuse secondo cui Yelp avrebbe manipolato le recensioni del proprio sito Web in base alla partecipazione ai suoi programmi pubblicitari. Molti imprenditori hanno affermato che i manager di Yelp si sono offerti di rimuovere o sopprimere le recensioni negative se le aziende avessero acquistato spazi pubblicitari sul sito. Altri riferiscono di aver visto recensioni negative in primo piano e recensioni positive sepolte, e subito dopo avrebbero ricevuto chiamate da Yelp che tentava di vendere pubblicità a pagamento.
Il personale di Yelp ha riconosciuto di aver consentito ai propri partner pubblicitari di spostare la propria recensione preferita all'inizio degli elenchi come "recensione in primo piano", ma ha affermato che le recensioni non sono state manipolate per favorire le attività partner. Tali recensioni erano mostrate con una striscia sopra di loro che diceva "Una delle recensioni preferite di "Nome attività" e "Questa attività è uno sponsor di Yelp". La società ha anche affermato di aver avuto alcuni venditori disonesti che hanno travisato le loro pratiche quando vendevano servizi pubblicitari. In risposta alle critiche per aver consentito ai propri partner pubblicitari di manipolare l'elenco delle recensioni, Yelp ha cessato di mettere la sezione di "recensione in primo piano" nel 2010.
Diverse cause sono state lanciate contro Yelp accusandolo di estorcere alle aziende l'acquisto di prodotti pubblicitari. Ciascuno è stato licenziato da un giudice prima di arrivare al processo. All'inizio del 2010, è stata lanciata una causa legale contro Yelp in cui si sosteneva fosse stato chiesto a un ospedale veterinario di Long Beach di pagare $ 300 al mese per servizi pubblicitari che includevano la soppressione o l'eliminazione delle recensioni denigratorie dei clienti. Il mese successivo, altre nove aziende si sono unite alla causa collettiva e sono state presentate due cause legali simili. Quel maggio le cause sono state combinate in un'unica azione legale collettiva, che è stata respinta dal giudice distrettuale di San Francisco negli Stati Uniti Edward Chen nel 2011. Chen ha detto che le recensioni erano protette dal Communications Decency Act del 1996 e che non c'erano prove di manipolazione da parte di Yelp.  I ricorrenti hanno presentato ricorso. Nel settembre 2014 la Nona Corte d'Appello del Circuito degli Stati Uniti ha confermato il licenziamento, ritenendo che anche se Yelp avesse manipolato le recensioni per favorire gli inserzionisti, ciò non sarebbe rientrato nella definizione legale di estorsione della corte.
Nell'agosto 2013, Yelp ha lanciato una serie di riunioni nei municipi di 22 grandi città americane nel tentativo di affrontare le preoccupazioni tra i proprietari di attività commerciali locali. Molti partecipanti hanno espresso frustrazione nel vedere Yelp rimuovere le recensioni positive dopo aver rifiutato di fare pubblicità e di aver ricevuto recensioni da utenti che non sono mai entrati nella struttura e altri problemi. Un "documento di lavoro" del 2011 pubblicato dalla Harvard Business School del Professore Michael Luca e Georgios Zervas della Boston University ha rilevato che non vi era alcuna correlazione statistica significativa tra essere un inserzionista di Yelp e avere recensioni più favorevoli. La Federal Trade Commission ha ricevuto 2.046 reclami su Yelp dal 2008 al 2014, la maggior parte provenienti da piccole imprese che lamentavano recensioni presumibilmente ingiuste o false o recensioni negative che appaiono dopo aver rifiutato di fare pubblicità. Secondo Yelp, la Federal Trade Commission ha terminato un secondo esame delle pratiche di Yelp nel 2015 e in entrambi i casi non ha intrapreso un'azione legale contro l'azienda.
Anche il giornalista David Lazarus del Los Angeles Times ha criticato Yelp nel 2014 per la pratica di vendere annunci della concorrenza da pubblicare sopra le schede di attività commerciali e quindi offrire la rimozione degli annunci come parte di una funzione a pagamento.
Nel 2015, la regista di San Francisco Kaylie Milliken avrebbe prodotto un film documentario intitolato Billion Dollar Bully sulle presunte pratiche commerciali di Yelp.
Nel 2018, nel caso Hassell c. Bird, la Corte Suprema della California ha stabilito con un margine ristretto che un'azienda non può obbligare Yelp a rimuovere una recensione, anche se la recensione è diffamatoria nei confronti dell'attività.
Un'indagine del 2019 di Vice News e del podcast Underunderstood ha rilevato che in alcuni casi, Yelp stava sostituendo i numeri di telefono diretti del ristorante con numeri instradati attraverso GrubHub, che avrebbe quindi addebitato ai ristoranti le chiamate in base agli accordi di marketing che GrubHub ha con i ristoranti.

### Punti di vista politici e valutazioni motivate politicamente
Il sito web Eater ha riferito che tra il 2012 e il 2015, un certo numero di utenti che recensiscono ristoranti sul sito hanno pubblicato recensioni che contenevano commenti sulle opinioni politiche delle aziende e dei loro proprietari o hanno inviato valutazioni influenzate da motivazioni politiche. L'articolo ha rilevato che in alcuni casi, l'area di recensioni di Yelp per un'azienda è stata invasa da tali invii di recensioni dopo che un'azienda è stata coinvolta in un'azione politicamente sensibile. Yelp ha rimosso recensioni di questo tipo e ha cercato di sopprimere la loro presentazione.

### Discussioni sui contenuti delle recensioni
Secondo i dati compilati nel 2014 dal Wall Street Journal, Yelp riceve circa sei citazioni in giudizio al mese che chiedono i nomi di revisori anonimi, per lo più da imprenditori in cerca di contenzioso contro coloro che scrivono recensioni negative. Nel 2012, l'Alessandria Circuit Court e la Court d'Appello della Virginia hanno citato in giudizio Yelp per aver rifiutato di rivelare le identità di sette revisori che hanno criticato in modo anonimo un'attività di pulizia di tappeti. Nel 2014, Yelp ha presentato ricorso alla Corte Suprema della Virginia. Un argomento pubblico popolare a favore di Yelp all'epoca era che una sentenza contro Yelp avrebbe influito negativamente sulla libertà di parola online. Il giudice di una sentenza precedente ha affermato che se i revisori non hanno effettivamente utilizzato i servizi delle imprese, le loro comunicazioni sarebbero false affermazioni non protette dalle leggi sulla libertà di parola. La Corte Suprema della Virginia ha stabilito che Yelp, una società non residente nello stato della Virginia, non poteva essere citato in giudizio da un tribunale di grado inferiore. Sempre nel 2014, è stata emanata una legge dello stato della California che vieta alle aziende di utilizzare "clausole di disprezzo" nei loro contratti o termini di utilizzo che consentono loro di citare in giudizio o multare i clienti che scrivono negativamente su di loro online.

### Investigazione interna aziendale
Un'indagine interna nell'azienda nel 2020 ha messo in discussione la cultura, l'etica e le pratiche all'interno di Yelp.
Secondo Inc. Magazine la maggior parte dei recensori (a volte chiamati "Yelpers") sono "ben intenzionati" e scrivono recensioni per esprimersi, migliorare la propria scrittura o essere creativi. In alcuni casi, scrivono recensioni per scagliarsi contro interessi aziendali o attività che non amano. I revisori possono anche essere motivati da badge e riconoscimenti, come essere i primi a recensire una nuova posizione o da elogi e attenzioni da parte di altri utenti. Molte recensioni sono scritte in modo divertente o creativo. Gli utenti possono assegnare a una recensione una valutazione "pollice su", che farà sì che venga classificata più in alto negli elenchi delle recensioni. Ogni giorno viene determinata una "Revisione del giorno" in base al voto degli utenti. Secondo The Discourse of Online Consumer Reviews, molti recensori di Yelp sono adulti esperti di Internet di età compresa tra i 18 ei 25 anni o "baby boomer suburbani".
I recensori sono incoraggiati a utilizzare nomi e foto reali. Ogni anno i membri della comunità di Yelp vengono invitati o auto-nominati alla "Squadra dellElitéédi Yelp" e alcuni vengono accettati sulla base di una valutazione della qualità e della frequenza delle loro recensioni. I membri possono nominare altri revisori per lo status di élite. Gli utenti devono utilizzare il loro vero nome e la foto su Yelp per qualificarsi per la Squadra Edell'liteé Per accettare una candidatura, i membri non devono possedere un'attività. Gli Yelpers della squadra dell'élite sono governati da un consiglio e si stima che includano diverse migliaia di membri. Yelp non rivela come vengono selezionati gli Yelp Elite. I membri della Squadra Elite ricevono badge di colore diverso in base a quanto tempo sono stati membri d'élite. La Squadra dell'Elité di Yelp è nata con le feste che Yelp ha iniziato a lanciare per i membri nel 2005 e nel 2006 è stata formalmente codificata; il nome deriva da un riferimento scherzoso a prolifici revisori invitati alle feste di Yelp come "Squadra Elite di Yelp". I membri sono invitati a feste di apertura speciali, ricevono regali e ricevono altri vantaggi. Nel 2017, ci sono oltre 80 squadre d'élite locali nel Nord America.
A partire dal 2017, Yelp ha impiegato uno staff di oltre 80 community manager che organizzano feste per revisori prolifici, inviano messaggi incoraggianti ai revisori e ospitano corsi per proprietari di piccole imprese. I revisori di Yelp non sono tenuti a rivelare la propria identità, ma Yelp li incoraggia a farlo.